# Morlupo
Morlupo is een gemeente in de Italiaanse provincie Rome (regio Latium) en telt 7230 inwoners (31-12-2004). De oppervlakte bedraagt 23,9 km², de bevolkingsdichtheid is 272 inwoners per km².

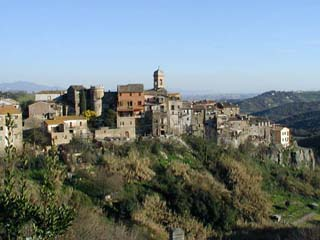
Morlupo
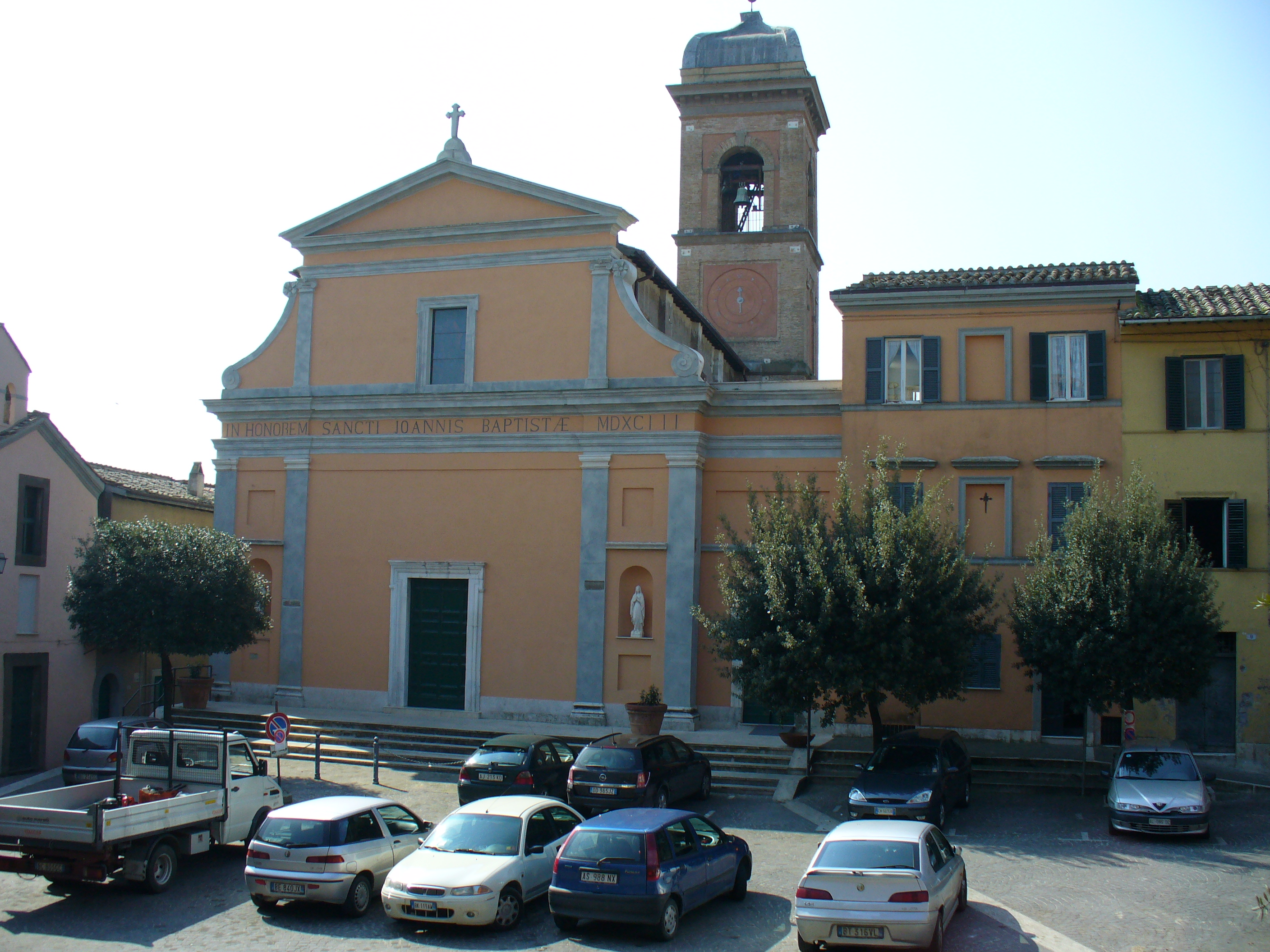
Piazza Giovanni XXIII met S.Giovanni Battistakerk
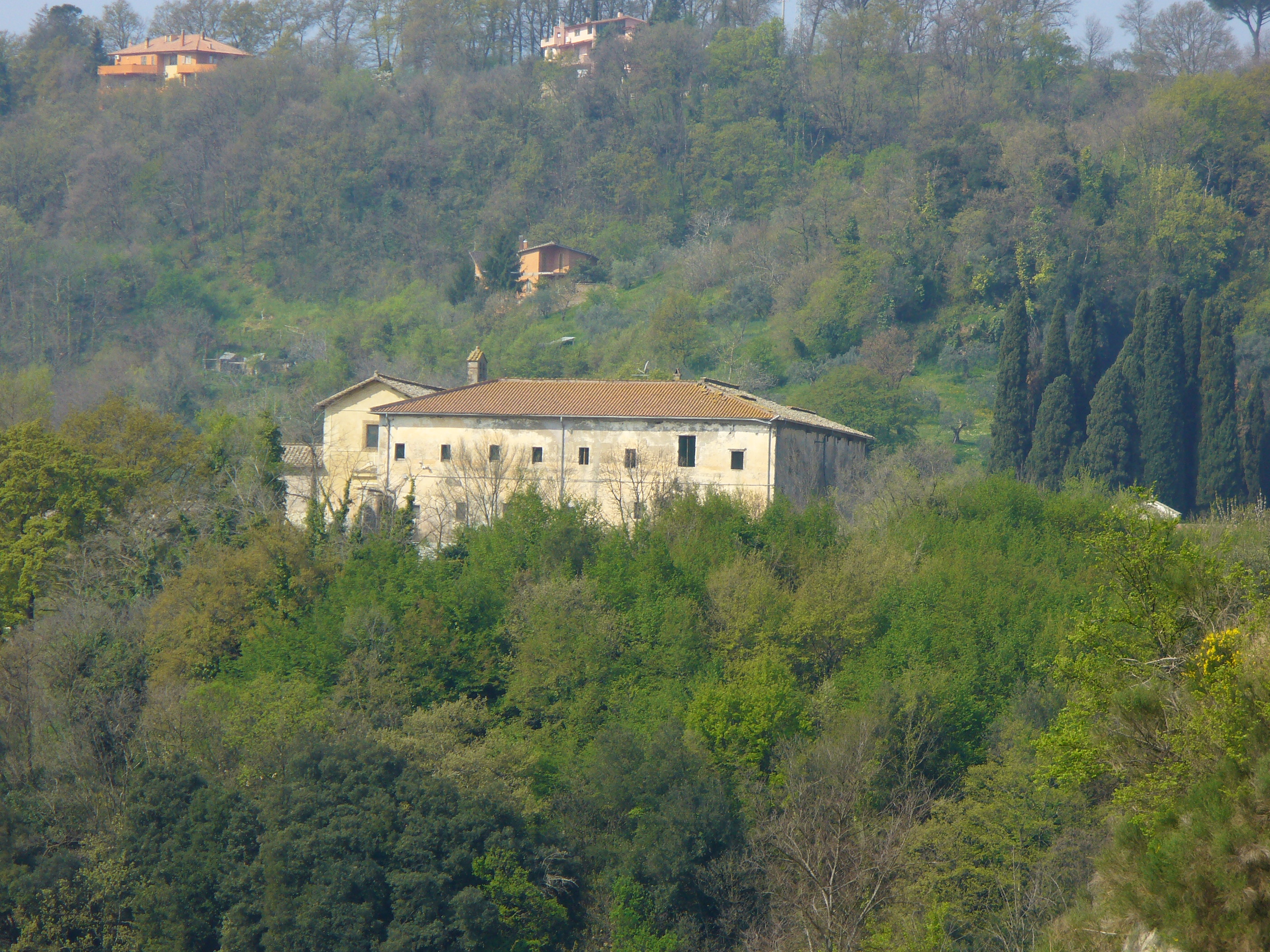
Klooster Santa Maria
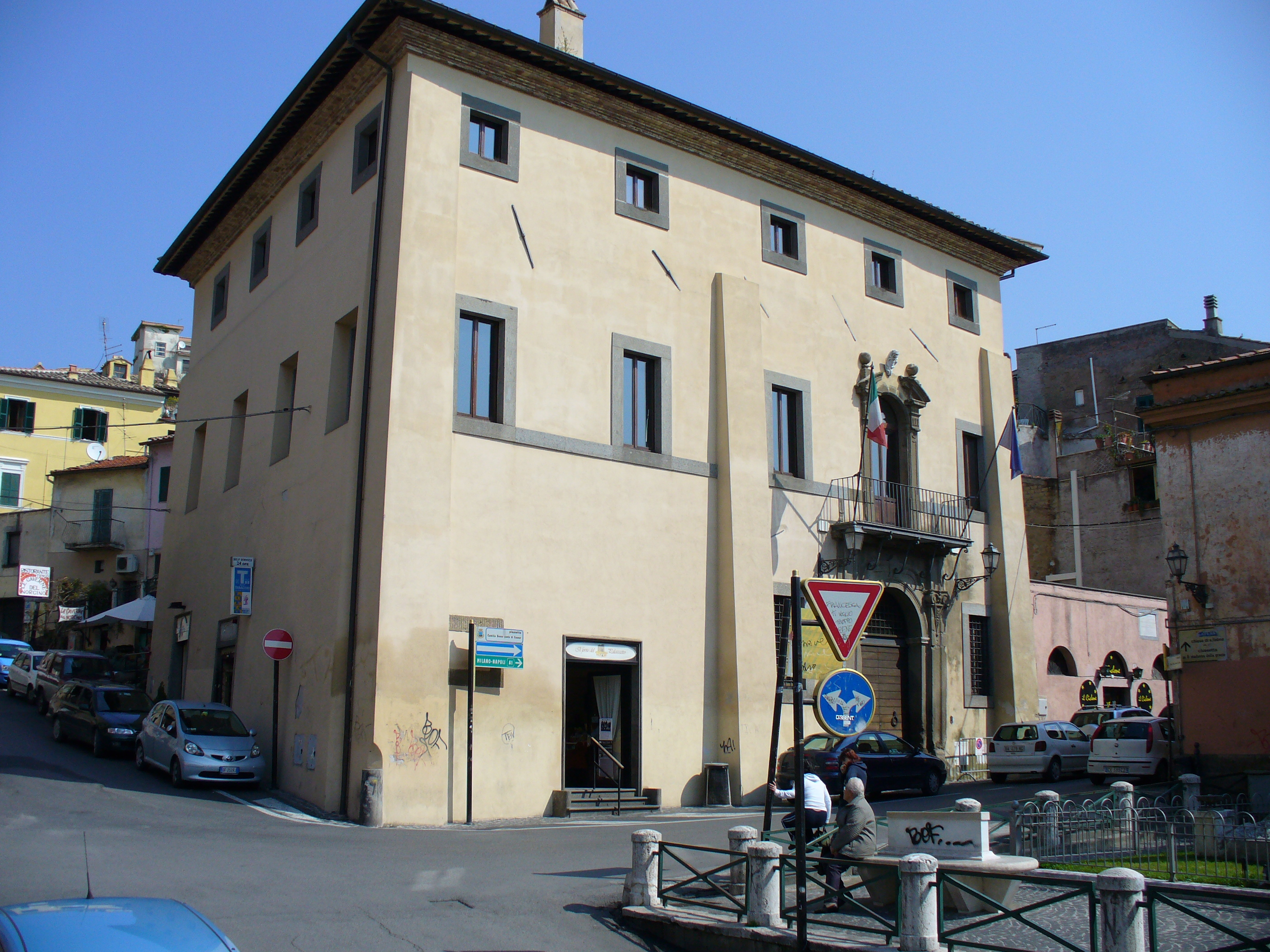
Gemeentehuis
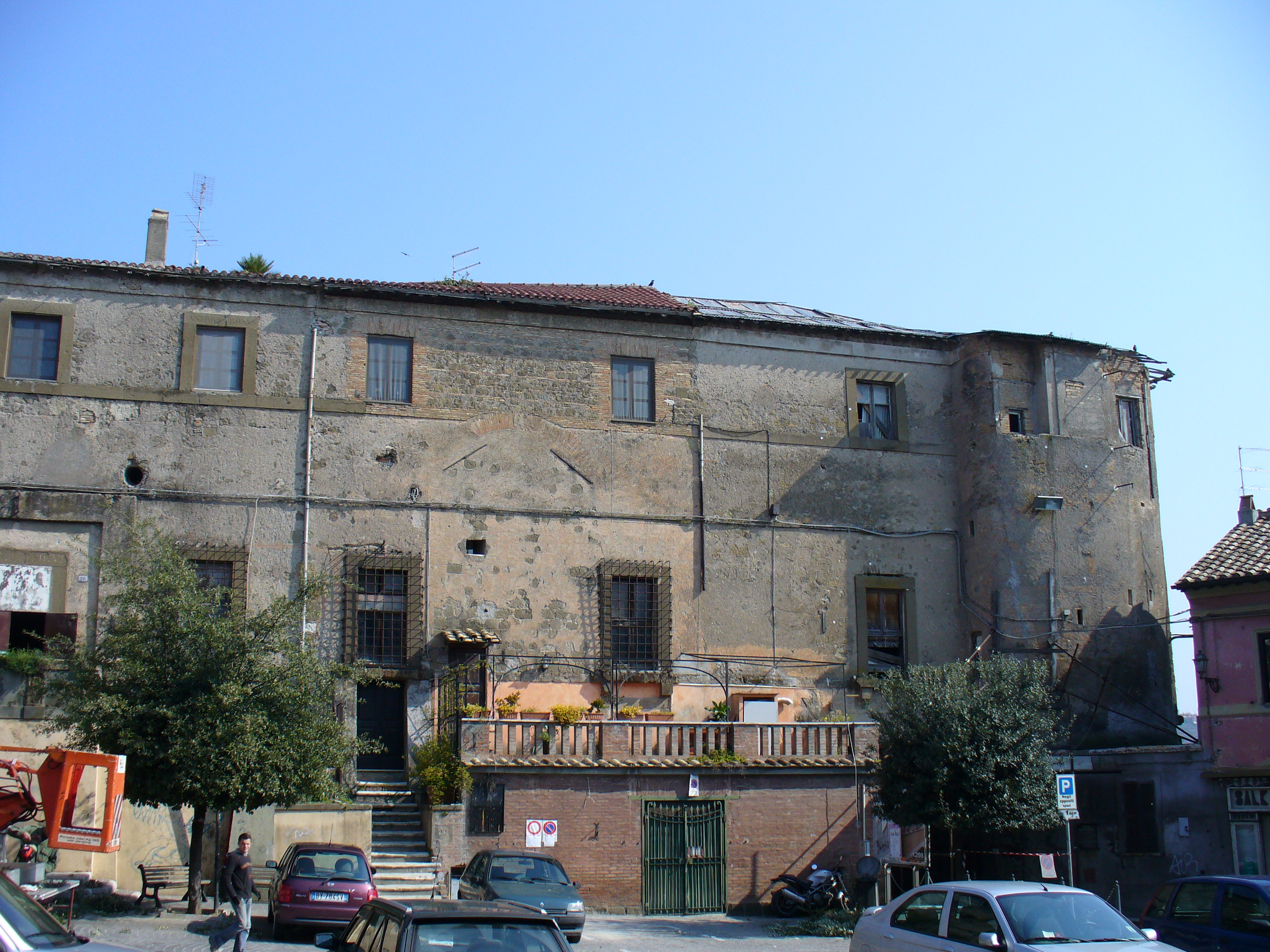
Castello Orsini

## Demografie
Morlupo telt ongeveer 3245 huishoudens. Het aantal inwoners steeg in de periode 1991-2001 met 18,6% volgens cijfers uit de tienjaarlijkse volkstellingen van ISTAT.
| Jaar | Inwoneraantal |
| ---- | ------------- |
| 1991 | 5611          |
| 2001 | 6654          |

## Geografie
De gemeente ligt op ongeveer 207 m boven zeeniveau.
Morlupo grenst aan de volgende gemeenten: Capena, Castelnuovo di Porto, Magliano Romano, Rignano Flaminio.